# 夏宁邵
夏宁邵（1964年7月—），男，汉族，湖南宁乡人，中国疫苗和诊断试剂学家，厦门大学生命科学学院教授、厦门大学国家传染病诊断试剂与疫苗工程技术研究中心主任，中国工程院院士，中国医学科学院学术咨询委员会学部委员。

## 简历
夏宁邵1978年入读邵阳地区卫生学校（现属邵阳学院），1981年毕业后被分配至娄底地区人民医院（现娄底市中心医院）工作，从临床医士一路晋升至副主任医师。夏宁邵后偶然与时任厦门大学生物系主任曾定相识，并得到其赏识。在曾定的大力引荐下，只有中专学历的夏宁邵在1994年被破格调入厦门大学工作，任生物系副教授。2002年，夏宁邵被评为正教授。2005年，以夏宁邵的研究团队为基础，成立了厦门大学国家传染病诊断试剂与疫苗工程技术研究中心。2011-2021年间担任厦门大学公共卫生学院院长。2023年，当选为中国工程院医药卫生学部院士。
夏宁邵在1993年主持完成的“中国各民族丙型肝炎感染情况调查”项目曾获湖南省科技进步二等奖。他亦研发了全球首个戊肝疫苗、首个国产人乳头瘤病毒疫苗等各类传染病疫苗。